# Defensor del Pueblo (España)

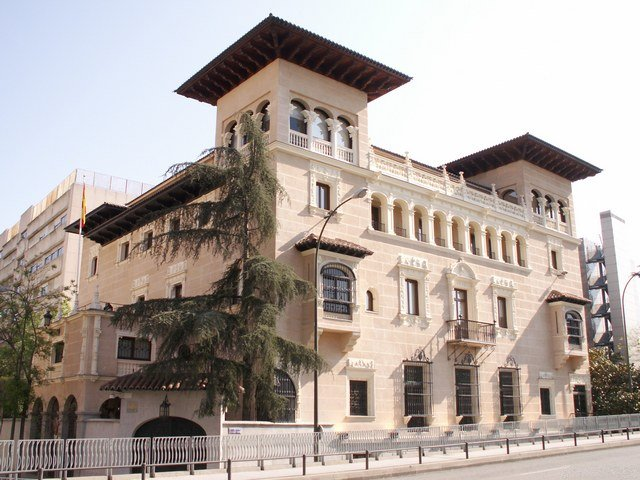
Palacio de los Marqueses de Bermejillo del Rey, en Madrid. Actual sede del Defensor del Pueblo.

El Defensor del Pueblo de España es un órgano de relevancia constitucional que deriva de la figura sueca del ombudsman («comisionado» o «representante») y está encargada de velar por el respeto de los derechos que el título I de la Constitución de 1978 (aunque en la práctica se extiende a todos los derechos constitucionales) otorga al ciudadano, y puede inclusive para ello supervisar la actividad de la Administración.
La Constitución de 1978 dice en su artículo 54: «Una Ley orgánica regulará la institución del Defensor del Pueblo como alto comisionado de las Cortes Generales, designado por éstas para la defensa de los derechos comprendidos en este Título, a cuyo efecto podrá supervisar la actividad de la Administración, dando cuenta a las Cortes Generales». Regulado por la Ley Orgánica 3/1981, de 6 de abril, del Defensor del Pueblo, su artículo 1 lo define como «el alto comisionado de las Cortes Generales designado por éstas para la defensa de los derechos comprendidos en el Título I de la Constitución, a cuyo efecto podrá supervisar la actividad de la Administración, dando cuenta a las Cortes Generales. Ejercerá las funciones que le encomienda la Constitución y la presente Ley».
Por tanto puede supervisar la actividad de la Administración General del Estado, de las Administraciones de las comunidades autónomas y de las Administraciones locales, incluyendo la propia actividad de los ministros. Además, puede supervisar la actuación de las empresas públicas y de los agentes o colaboradores de las Administraciones cuando realizan fines o servicios públicos.
El 18 de noviembre de 2021, y tras más de cuatro años con Francisco Fernández Marugán al frente de la Defensoría de forma interina, las Cortes Generales nombraron a Ángel Gabilondo Pujol como nuevo titular.

## Breves antecedentes históricos
La figura del defensor del pueblo nace en Suecia en el siglo XIX en el regazo de su Constitución, bajo el nombre de Ombudsman, que viene a significar «representante».
En sus inicios «era un representante del pueblo encargado de investigar las violaciones a los derechos individuales, los abusos de poder, los errores, las negligencias o las decisiones injustas de las autoridades, con el fin de mejorar la acción de gobierno y de lograr una Administración más abierta y transparente para los administrados». Esta institución sueca fue única durante el siglo XIX.
Son múltiples las referencias históricas que se refieren a figuras similares antes de su creación como tal en Suecia. Sin ir más lejos, en la España musulmana se tuvo al Sahib-al-Mazalimen, «señor de las injusticias» según su traducción al castellano, y al Justicia de Aragón a finales del siglo XII como mediador y moderador en las pugnas y diferencias entre el Rey y la nobleza de la época.

## Institución no ejecutiva
El Defensor del Pueblo es una institución sin competencias ejecutivas; por tanto, su fuerza es más bien persuasiva y política debido a sus informes a las Cortes Generales, los cuales no tienen carácter vinculante, sino meramente informativo y de recomendación.
La ley otorga a la institución una plena autonomía y la libera de toda dependencia y subrogación alguna, pues impide que reciba instrucciones de autoridad alguna. Además, el Defensor, así como sus adjuntos en la realización de sus funciones, gozarán de inviolabilidad por razón de las opiniones y los actos efectuados en el ejercicio del cargo, y no pueden ser detenidos ni retenidos sino en caso de flagrante delito, y fuero especial, que es la Sala de lo Penal del Tribunal Supremo.
Así mismo, para asegurar su imparcialidad y su absoluta dedicación, el Defensor estará privado durante su mandato de ejercer cualquier otro tipo de oficio o cargo representativo y de actividad de propaganda política.
Ante la negativa o la negligencia por parte de un funcionario en el envío de los informes que el Defensor solicite, o en facilitar su acceso a expedientes o documentación administrativa necesaria para la investigación que esté llevando a cabo, el funcionario incurrirá en un delito de desobediencia (artículo 502 del Código Penal). Ante este hecho, el Defensor del Pueblo puede dar traslado de los antecedentes precisos al Ministerio Fiscal para el ejercicio de las acciones oportunas.

## Régimen jurídico
- Artículo 54. de la Constitución de 1978.

- LO 3/1981, de 6 de abril de 1981 Defensor del Pueblo, modificada por la LO 10/95 Archivado el 19 de abril de 2009 en Wayback Machine. el Código Penal.

- LO 36/1985 de 6 de noviembre, regula las relaciones entre la institución del Defensor del Pueblo y las figuras similares de las comunidades autónomas.

## Nombramiento y equipo
- Requisitos: Debe ser español mayor de edad y estar en pleno uso de sus derechos civiles y políticos.
- Periodo: Por un periodo de 5 años y reelegible.
- Designación: Por la Comisión Mixta Congreso-Senado de Relaciones con el Defensor del Pueblo, la cual propone al candidato o candidatos a los plenos de las cámaras para su elección en un plazo no inferior a 10 días. El pleno del Congreso realizará su votación y será elegido el candidato que obtenga el apoyo mínimo de las tres quintas partes de este. El Senado deberá ratificar la elección por la misma mayoría en un plazo máximo de veinte días.

En caso de no alcanzarse las mencionadas mayorías, se procederá en nueva sesión de la Comisión, y en el plazo máximo de un mes, a formular sucesivas propuestas. En tales casos, una vez conseguida la mayoría de los tres quintos en el Congreso, la designación quedará realizada al alcanzarse la mayoría absoluta del Senado.
- Juramento: El Defensor del Pueblo tomará posesión de su cargo ante las Mesas de ambas Cámaras reunidas conjuntamente, prestando juramento o promesa de fiel desempeño de su función.[3]

### Cese y sustituciones
El Defensor del Pueblo cesará por alguna de las siguientes causas:
1. Por renuncia.
2. Por expiración del plazo de su nombramiento.
3. Por muerte o por incapacidad sobrevenida.
4. Por actuar con notoria negligencia en el cumplimiento de las obligaciones y deberes del cargo.
5. Por haber sido condenado, mediante sentencia firme, por delito doloso.

El Presidente del Congreso declarará la vacante en los casos de renuncia, de muerte y de expiración del plazo del mandato, y desempeñarán sus funciones los adjuntos.
En los casos de incapacidad, actuación negligente y condena, se debe decidir por debate de las Cortes aprobado por tres quintos de cada cámara, previa audiencia del interesado.

### Incompatibilidad
- Con todo mandato representativo.[5]
- Con todo cargo político y con toda actividad de propaganda política.[5]
- Con la permanencia en el servicio activo de cualquier Administración pública.[5]
- Con la afiliación a un partido político.
- Con el desempeño de funciones directivas en un partido político o en un sindicato, asociación o fundación y con el empleo al servicio de los mismos.[5]
- Con el ejercicio de las carreras judicial y fiscal.[5]
- Con cualquier actividad profesional, liberal, mercantil o laboral.[5]

De estas actividades debe renunciar en el plazo de los 10 días siguientes a su nombramientos y antes de tomar posesión.

### Adjuntos
El Defensor del Pueblo está auxiliado por dos adjuntos (Adjunto Primero y Adjunto Segundo), en quienes podrá delegar sus funciones. Son nombrados y separados previa conformidad de las Cámaras tras su propuesta por el propio Defensor.

## Prerrogativas
- No está sujeto a mandato imperativo.
- No recibe instrucciones de autoridad alguna.
- Desempeña funciones con plena autonomía.
- Goza de inviolabilidad.
- No podrá ser detenido, expedientado, multado, perseguido ni juzgado en razón a las opiniones que formule o a los actos que realice en el ejercicio de las competencias propias de su cargo.
- Será juzgado exclusivamente por la Sala de lo Penal del Tribunal Supremo.

## Competencias y facultades
El Defensor del Pueblo cuenta con facultades inspectoras y de investigación, que incluyen la obligación legal de todo poder público de prestarle, con carácter preferente y urgente, la colaboración que precise para sus investigaciones, ni siquiera tratándose de documentos declarados secretos de acuerdo con la ley. La obstaculización de la investigación por parte de cualquier funcionario queda comprendida en el delito.
El Defensor del Pueblo puede sugerir al órgano legislativo o a la Administración la modificación de aquellas normas cuyo cumplimiento pudiera provocar, a su juicio, situaciones injustas o perjudiciales para los administrados.
El Defensor del Pueblo puede interponer recursos de inconstitucionalidad y de amparo sobre la base del artículo 162.1.a y b de la Constitución.

## Deber del Defensor
Si por el fruto de sus investigaciones el Defensor llegase a tener conocimiento de hechos presuntamente delictivos, deberá ponerlos en conocimiento del fiscal general del Estado.
Deberá dar cuenta anual de sus actuaciones ante las dos cámaras de las Cortes, donde de manera oral dará un resumen de estas.
Deberá informar a quien haya promovido su actuación de los resultados de esta y también a la autoridad, al funcionario o a la dependencia administrativa sobre cuya actuación se haya producido la indagación.
Estos informes deberán publicarse y en ellos no constarán datos personales que permitan la pública identificación de los interesados en el procedimiento investigador.
La publicidad de los informes es una de las principales y más importantes armas de la labor del Defensor del Pueblo frente a las personas o los organismos responsables de las irregularidades detectadas y el Defensor del Pueblo debe presentar el informe anual oralmente ante los Plenos de ambas Cámaras.

## Figuras análogas
Conforme se ha ido desarrollando el Estado democrático y social, las comunidades autónomas han ido creando figuras análogas al Defensor del Pueblo cuyo ámbito de actuación queda relegado a la propia comunidad autónoma. Sin embargo estas figuras tienen la obligación de cooperar y coordinarse con el Defensor del Pueblo español en sus investigaciones dado que este puede solicitar su colaboración.
Posteriormente, en 1995, a un nivel más ambicioso, nació el Defensor del Pueblo Europeo, encargado de investigar reclamaciones relativas a la mala administración por parte de las instituciones y los órganos de la Unión Europea.

## Defensores del Pueblo
Este color marca los adjuntos que actuaron como defensores interinos.
| N.º | Imagen | Nombre                                             | Asumió                  | Cesó                    |
| --- | ------ | -------------------------------------------------- | ----------------------- | ----------------------- |
| 1º  |        | Joaquín Ruiz-Giménez (1913–2009)                   | 30 de diciembre de 1982 | 30 de diciembre de 1987 |
| -   |        | Álvaro Gil-Robles En funciones (1944–)             | 30 de diciembre de 1987 | 16 de marzo de 1988     |
| 2º  |        | Álvaro Gil-Robles (1944–)                          | 16 de marzo de 1988     | 16 de marzo de 1993     |
| -   |        | Margarita Retuerto Buades En funciones (1944–2005) | 16 de marzo de 1993     | 1 de diciembre de 1994  |
| 3º  |        | Fernando Álvarez de Miranda (1924–2016)            | 1 de diciembre de 1994  | 1 de diciembre de 1999  |
| -   |        | Antonio Rovira Viñas En funciones (1952–)          | 1 de diciembre de 1999  | 15 de junio de 2000     |
| 4º  |        | Enrique Múgica Herzog (1924–2020)                  | 15 de junio de 2000     | 30 de junio de 2010     |
| -   |        | María Luisa Cava de Llano En funciones (1948–)     | 30 de junio de 2010     | 21 de julio de 2012     |
| 5º  |        | Soledad Becerril (1948–)                           | 21 de julio de 2012     | 21 de julio de 2017     |
| -   |        | Francisco Fernández Marugán En funciones (1946–)   | 21 de julio de 2017     | 18 de noviembre de 2021 |
| 6º  |        | Ángel Gabilondo (1949–)                            | 18 de noviembre de 2021 | En el cargo             |